# Selección de voleibol de Albania
La selección masculina de voleibol de Albania  es el equipo masculino representativo de voleibol de Albania en las competiciones internacionales organizadas por la Confederación Europea de Voleibol (CEV), la Federación Internacional de Voleibol (FIVB) o el Comité Olímpico Internacional (COI). La organización de la selección está a cargo de la  Federata Shqiptare e Volejbollit. 

## Historia
La selección de Albania logró clasificarse una vez por el  Campeonato Mundial  y 3 por el  Campeonato Europeo, entre la mitad de los años 50 y la mitad de los años 60. En el Mundial de 1962 disputado en Unión Soviética sus oponentes fueron las selecciones de Japón, Polonia y de la República Democrática Alemana; en cada partido fue derrotada por 3-0 acabando en último lugar. Se clasificó también por el campeonato europeo de 1971 disputado en Italia, pero no participó en la competición por motivos de política internacional. La selección albanesa fue sorteada en el grupo de la Unión Soviética, el Grupo A, pero el gobierno se opuse a que los jugadores se enfrentaran a los soviéticos: de hecho aquel grupo sólo contó con dos equipos, porqué el equipo de Inglaterra se retiró de la competición también (por motivos de organización).
Actualmente la selección disputa las fases previas de las calificaciones a la Eurocopa y al Mundial sin resultados concretos.

## Historial
| Juegos Olímpicos      |
| --------------------- |
| - Sin participaciones |

| \| - 1949: No clasificada’' - 1952: No clasificada’' - 1956: No clasificada’' - 1960: No clasificada’' - 1962: 16° \| - 1966: No clasificada’' - 1970: No clasificada’' - 1974: No clasificada’' - 1978: No clasificada’' - 1982: No clasificada’' \| - 1986: No clasificada’' - 1990: No clasificada’' - 1994: No clasificada’' - 1998: No clasificada’' - 2002:No clasificada’' \| - 2006: No clasificada’' - 2010: No clasificada’' - 2014: No clasificada’' - 2018: \| | | |                                                                                    |
| - 1949: No clasificada’' - 1952: No clasificada’' - 1956: No clasificada’' - 1960: No clasificada’' - 1962: 16° | - 1966: No clasificada’' - 1970: No clasificada’' - 1974: No clasificada’' - 1978: No clasificada’' - 1982: No clasificada’' | - 1986: No clasificada’' - 1990: No clasificada’' - 1994: No clasificada’' - 1998: No clasificada’' - 2002:No clasificada’' | - 2006: No clasificada’' - 2010: No clasificada’' - 2014: No clasificada’' - 2018: |

| Liga Mundial          |
| --------------------- |
| - Sin participaciones |

| \| - 1948: No clasificada - 1950: No clasificada - 1951: No clasificada - 1955: 10° - 1958: 11° - 1963: No clasificada - 1967: 13° - 1971: Retirada \| - 1975: No clasificada - 1977: No clasificada - 1979: No clasificada - 1981: No clasificada - 1983: No clasificada - 1985: No clasificada - 1987: No clasificada - 1989: No clasificada \| - 1991: No clasificada - 1993: No clasificada - 1995: No clasificada - 1997: No clasificada - 1999: No clasificada - 2001: No clasificada - 2003: No clasificada - / 2005: No clasificada \| - 2007: No clasificada - 2009: No clasificada - / 2011: No clasificada - / 2013: No clasificada - / 2015: No clasificada \| | | | |
| - 1948: No clasificada - 1950: No clasificada - 1951: No clasificada - 1955: 10° - 1958: 11° - 1963: No clasificada - 1967: 13° - 1971: Retirada | - 1975: No clasificada - 1977: No clasificada - 1979: No clasificada - 1981: No clasificada - 1983: No clasificada - 1985: No clasificada - 1987: No clasificada - 1989: No clasificada | - 1991: No clasificada - 1993: No clasificada - 1995: No clasificada - 1997: No clasificada - 1999: No clasificada - 2001: No clasificada - 2003: No clasificada - / 2005: No clasificada | - 2007: No clasificada - 2009: No clasificada - / 2011: No clasificada - / 2013: No clasificada - / 2015: No clasificada |

| Copa Mundial          |
| --------------------- |
| - Sin participaciones |

### Otras competiciones
| Liga Europea          |
| --------------------- |
| - Sin participaciones |